# Shi Jiayou
Shi Jiayou (en chinois : 施佳佑), écrit également Chia-You Shih dans un contexte anglo-saxon, est une astronome taïwanaise.
Le Centre des planètes mineures la crédite de la découverte de trois astéroïdes, toutes effectuées en 2007 avec la collaboration de Ye Quan-Zhi.
| (192208) Tzu Chi       | 11 mai 2007 |
| (233547) Luxun         | 9 mai 2007  |
| (236743) Zhejiangdaxue | 7 mai 2007  |